# Antigone antigone
La grulla sarus (Antigone antigone) es una especie de ave gruiforme de la familia Gruidae. Habita en el sur y sureste de Asia y en el norte de Australia. Se caracteriza por ser el ave voladora más alta. En la India se lo considera el ave estatal de Uttar Pradesh.

## Descripción

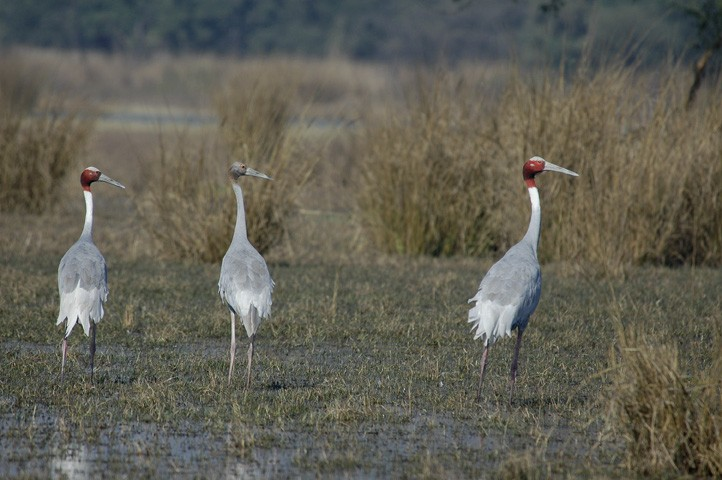
Dos ejemplares adultos y otro juvenil en el parque nacional de Sultanpur (India)

La grulla sarus es una gran ave: alcanza los 1,8 m de altura , lo que la convierte en el ave voladora más alta. La envergadura de las alas puede alcanzar hasta 2,80 m. Puede pesar de 5 a 12 kg. Las grullas de Australia suelen ser más pequeñas que sus parientes del norte. La mayor parte del cuerpo es de color gris. Las plumas de la cola y de las alas suelen ser blancas, y las plumas en las puntas de las alas son de color negro. El oído está cubierto por una serie de finas plumas negras. La cabeza no está recubierta por plumas, sino que tiene una piel de color rojo, con la frente y la parte superior de color blanco. La piel se vuelve más clara en la época de apareamiento. No existen diferencias en el plumaje o en el color de la piel entre hembras y machos, aunque éstos suelen tener un mayor tamaño. El pico, proporcionalmente largo, mide aproximadamente la mitad del cuello. Las piernas, también largas, son de color rosado.

## Biología y comportamiento

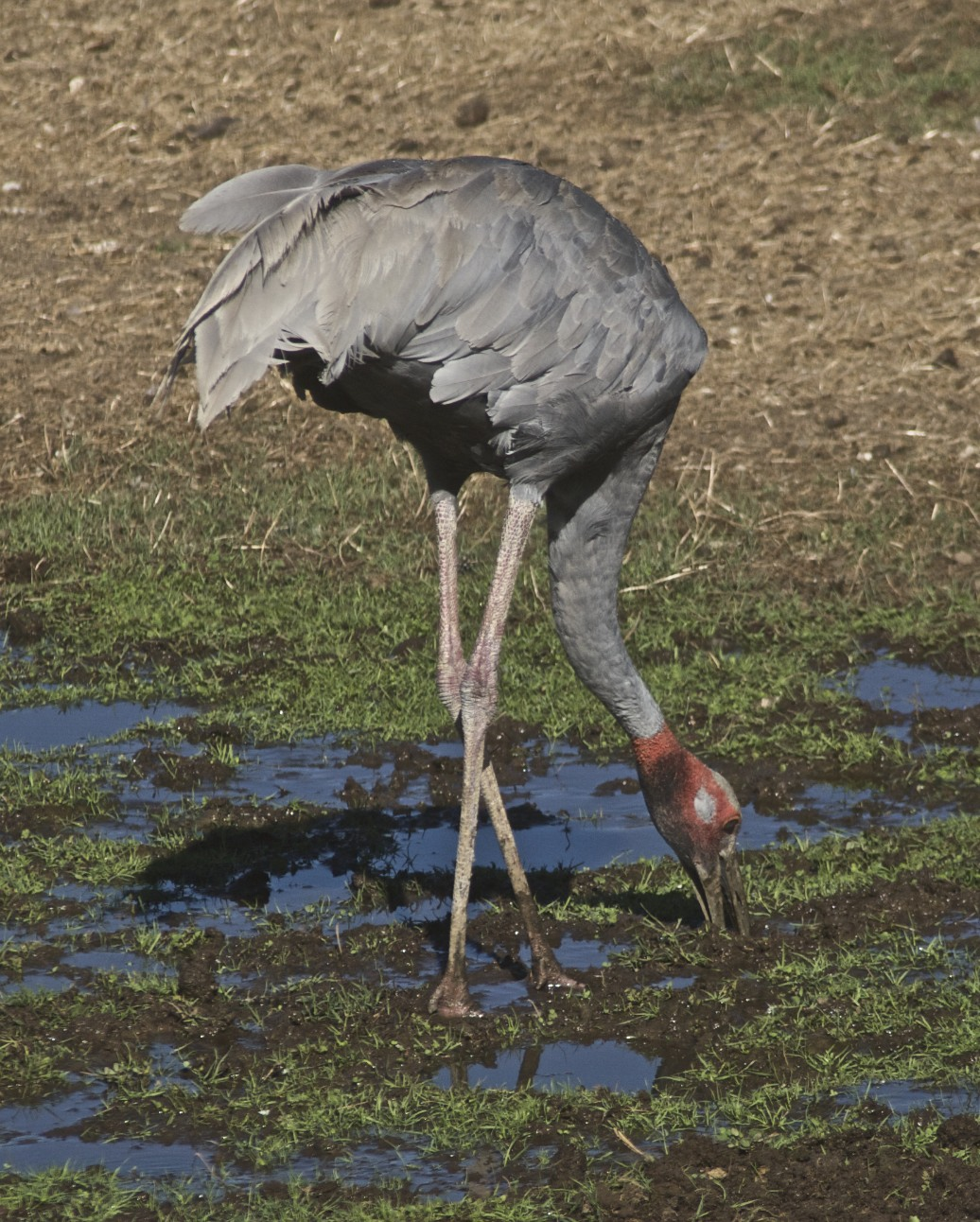
Antigone antigone alimentándose

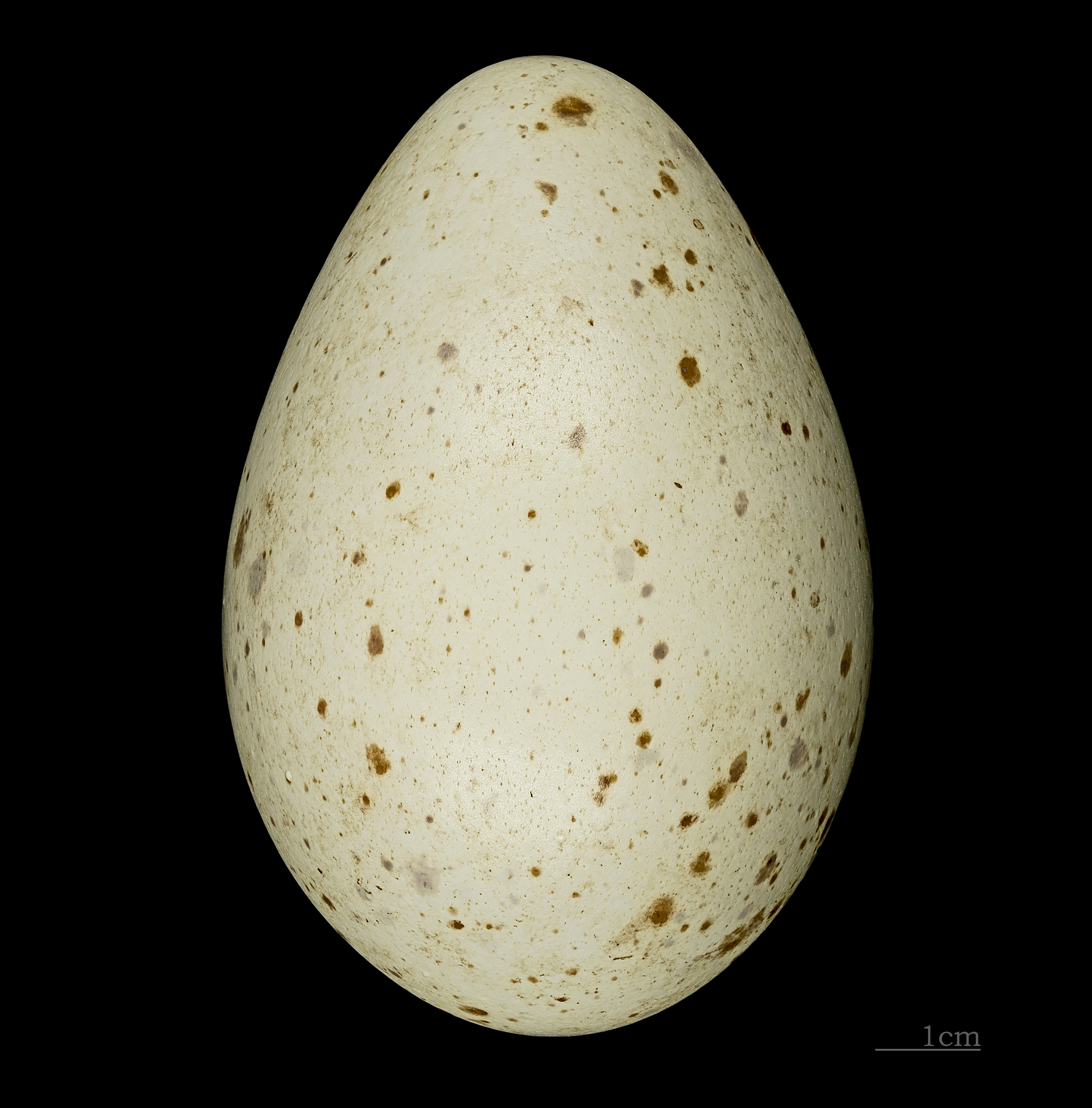
huevos de Antigone antigone

La grulla sarus se alimenta en aguas someras, de no más de 30 cm de profundidad, o en la hierba. Se alimenta de insectos, plantas acuáticas, semillas, crustáceos o anfibios. Ocasionalmente pueden alimentarse de serpientes, peces, huevos de otras aves o tortugas. 
A pesar de que muchas especies de su familia son migratorias, esta especie es sedentaria. Son animales territoriales, defendiendo su territorio con graznidos y otros sonidos. En terrenos semiáridos, las grullas ocasionalmente migran en busca de un territorio mejor, pero en terrenos húmedos las parejas forman territorios permanentes. Anidan en colonias, que varían enormemente su extensión: desde unos pocos individuos a varios cientos. Su número puede variar con la época del año, dependiendo del clima o de la época de cría
En la época de apareamiento las grullas se cortejan con llamadas y danzas, que constan en una serie de saltos y otros movimientos, realizados en círculos. Las grullas se aparean en la época del monzón de verano. Pueden aparearse una vez o dos en esta época, aunque existen indicios de cría en varios meses. Anidan en el suelo, en humedales y marismas. El nido consiste en un montículo formado por barro, raíces, ramas y hierbas. Puede medir hasta 2 m de diámetro y uno de altura, evitando la inundación del nido en época de lluvias. La hembra pone uno o dos huevos (en ocasiones tres o cuatro), que son incubados por los dos progenitores durante un mes. Tras la eclosión de los huevos los padres limpian el nido de restos de cáscara. Las crías son alimentadas durante unos pocos días, pero pronto pueden alimentarse solas y suelen seguir a sus padres para encontrar comida. Las crías permanecen con sus padres durante más de tres meses. La pareja de progenitores se mantiene junta de por vida.
Pueden vivir hasta 42 años en cautividad. Los nidos suelen ser atacados por córvidos, y los ejemplares jóvenes son depredados por aves rapaces y mamíferos carnívoros. La esperanza de vida se reduce con el parasitismo por parte de trematodos.

## Relación con el hombre

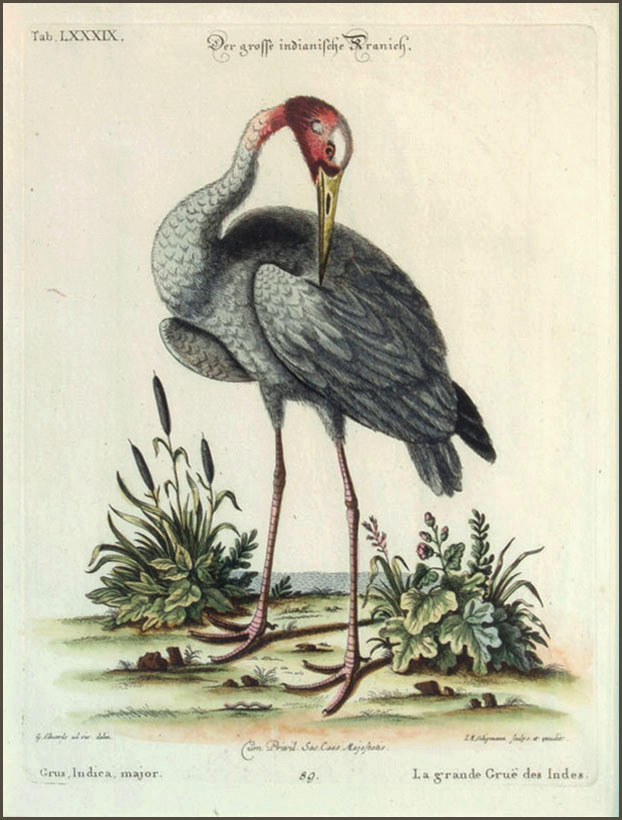
Dibujo realizado por Michael Seligmann en el

Las grullas han sido veneradas en India desde hace siglos, y hoy en día son consideradas como el ave nacional del país, junto al pavo real. Comer su carne se considera tabú. y constituyen un símbolo de fidelidad matrimonial. 

### Conservación
Actualmente la población de grullas se estima entre 15000 y 20000 ejemplares, de los cuales unos 10000 viven en India. Esta especia ha sido catalogada como vulnerable por la UICN. Entre las amenazas que afectan a esta ave se encuentran la caza, la fragmentación de hábitat, la contaminación y la competición con especies no nativas. La especie ha desaparecido de Malasia, Filipinas y Tailandia, donde se está llevando a cabo un programa de reintroducción. No se ven grullas de esta especie en Pakistán desde la década de 1980, y en Asia su población desciende drásticamente. Los agricultores la ven como amenaza para los cultivos, y por ello son cazadas. La destrucción de su hábitat para tierras de cultivo de arroz también amenaza su existencia.